# Premierminister der Republik Korea
Der Premierminister der Republik Korea wird mit der Zustimmung der südkoreanischen Nationalversammlung (Gukhoe) vom Präsidenten ernannt. Amtierender Premierminister ist seit dem 3. Juli 2025 Kim Min-seok.

## Beschreibung
Der Premierminister von Südkorea muss kein Mitglied des Parlaments sein. Er unterstützt den Präsidenten, überwacht die Arbeit der Ministerien und empfiehlt Minister. Der Premierminister wird Interimspräsident von Südkorea, wenn der Präsident stirbt, zurücktritt oder des Amtes enthoben wird. Der Premierminister spielt eine ähnliche Rolle wie der Vizepräsident.

## Amtsschaffung
Das Amt wurde im August 1948 mit der Gründung der Republik Korea (Südkorea) geschaffen. Zwischen 1961 und 1963 war der offizielle Titel Haupt-Kabinettsminister.

## Bisherige Premierminister
| I#                                                               | A#                                  | Hangeul                             | Romaja                              | Amtszeit                               |
| Premierminister der ersten Republik                              | Premierminister der ersten Republik | Premierminister der ersten Republik | Premierminister der ersten Republik | Premierminister der ersten Republik    |
| Rhee Syng-man-Administration                                     | Rhee Syng-man-Administration        | Rhee Syng-man-Administration        | Rhee Syng-man-Administration        | Rhee Syng-man-Administration           |
| ---------------------------------------------------------------- | ----------------------------------- | ----------------------------------- | ----------------------------------- | -------------------------------------- |
| 1                                                                | 1                                   | 이범석                              | Lee Beom-seok                       | 1. August 1948 – 21. April 1950        |
| —                                                                | —                                   | 신성모                              | Shin Sung-mo (geschäftsführend)     | 21. April 1950 – 23. November 1950     |
| 2                                                                | 2                                   | 장면                                | Chang Myon                          | 23. November 1950 – 24. April 1952     |
| —                                                                | —                                   | 허정                                | Heo Jeong (geschäftsführend)        | 6. November 1951 – 9. April 1952       |
| —                                                                | —                                   | 이윤영                              | Yi Yun-yong (geschäftsführend)      | 24. April 1952 – 6. Mai 1952           |
| 3                                                                | 3                                   | 장택상                              | Jang Taek-sang                      | 6. Mai 1952 – 6. Oktober 1952          |
| —                                                                | —                                   | 백두진                              | Baek Du-jin (geschäftsführend)      | 9. Oktober 1952 – 24. April 1953       |
| 4                                                                | 4                                   | 백두진                              | Baek Du-jin                         | 24. April 1953 – 17. Juni 1954         |
| 5                                                                | 5                                   | 변영태                              | Byeon Yeong-tae                     | 28. Juni 1954 – 28. November 1954      |
| —                                                                | —                                   | 백한성                              | Baek Han-seong (geschäftsführend)   | 28. November 1954                      |
| Amt abgeschafft (28. November 1954 – 27. April 1960)             |                                     |                                     |                                     |                                        |
| Amt wiedereingeführt                                             |                                     |                                     |                                     |                                        |
| Premierminister der zweiten koreanischen Republik                |                                     |                                     |                                     |                                        |
| Yun Bo-seon-Administration                                       |                                     |                                     |                                     |                                        |
| —                                                                | —                                   | 허정                                | Heo Jeong (geschäftsführend)        | 27. April 1960 – 15. Juni 1960         |
| 6                                                                | 6                                   | 허정                                | Huh Jung                            | 15. Juni 1960 – 18. August 1960        |
|                                                                  | 7                                   | 장면                                | Chang Myon (zweite Amtszeit)        | 18. August 1960 – 18. Mai 1961         |
| Amt abgeschafft (18. Mai 1961 – 17. Dezember 1963)               |                                     |                                     |                                     |                                        |
| Militärregierung während der zweiten koreanischen Republik       |                                     |                                     |                                     |                                        |
| Yun Bo-seon (de jure) & Park Chung-hee (de facto) Administration |                                     |                                     |                                     |                                        |
| —                                                                | —                                   | 장도영                              | Jang Do-yeong                       | 21. Mai 1961 – 3. Juli 1961            |
| —                                                                | —                                   | 송요찬                              | Song Yo-chan                        | 3. Juli 1961 – 16. Juni 1962           |
| —                                                                | —                                   | 박정희                              | Park Chung-hee                      | 18. Juni 1962 – 10. Juli 1962          |
| —                                                                | —                                   | 김현철                              | Kim Hyun-chul                       | 10. Juli 1962 – 17. Dezember 1963      |
| Amt wiedereingeführt                                             |                                     |                                     |                                     |                                        |
| Premierminister der dritten koreanischen Republik                |                                     |                                     |                                     |                                        |
| Park Chung-hee-Administration                                    |                                     |                                     |                                     |                                        |
| 7                                                                | 8                                   | 최두선                              | Choi Doo-sun                        | 17. Dezember 1963 – 10. Mai 1964       |
| 8                                                                | 9                                   | 정일권                              | Chung Il-kwon                       | 10. Mai 1964 – 20. Dezember 1970       |
|                                                                  | 10                                  | 백두진                              | Baek Du-jin (zweite Amtszeit)       | 20. Dezember 1970 – 4. Juni 1971       |
| 9                                                                | 11                                  | 김종필                              | Kim Jong-pil                        | 4. Juni 1971 – 19. Dezember 1975       |
| Premierminister der vierten koreanischen Republik                |                                     |                                     |                                     |                                        |
| —                                                                | —                                   | 최규하                              | Choi Kyu-hah (geschäftsführend)     | 19. Dezember 1975 – 13. März 1976      |
| 10                                                               | 12                                  | 최규하                              | Choi Kyu-hah                        | 13. März 1976 – 6. Dezember 1979       |
| I#                                                               | A#                                  | Hangeul                             | Romaja                              | Amtszeit                               |
| Choi Kyu-hah-Administration                                      |                                     |                                     |                                     |                                        |
| 11                                                               | 13                                  | 신현확                              | Shin Hyeon-hwak                     | 12. Dezember 1979 – 22. Mai 1980       |
| Chun Doo-hwan-Administration                                     |                                     |                                     |                                     |                                        |
| —                                                                | —                                   | 박충훈                              | Park Chung-hoon (geschäftsführend)  | 22. Mai 1980 – 2. September 1980       |
| —                                                                | —                                   | 남덕우                              | Nam Duck-woo (geschäftsführend)     | 2. September 1980 – 22. September 1980 |
| 12                                                               | 14                                  | 남덕우                              | Nam Duck-woo                        | 22. September 1980 – 4. Januar 1982    |
| Premierminister der fünften koreanischen Republik                |                                     |                                     |                                     |                                        |
| Chun Doo-hwan-Administration                                     |                                     |                                     |                                     |                                        |
| —                                                                | —                                   | 유창순                              | Yoo Chang-soon (geschäftsführend)   | 4. Januar 1982 – 23. Januar 1982       |
| 13                                                               | 15                                  | 유창순                              | Yoo Chang-soon                      | 23. Januar 1982 – 24. Juni 1982        |
| —                                                                | —                                   | 김상협                              | Kim Sang-hyeop (geschäftsführend)   | 25. Juni 1982 – 20. September 1982     |
| 14                                                               | 16                                  | 김상협                              | Kim Sang-hyeop                      | 21. September 1982 – 14. Oktober 1983  |
| —                                                                | —                                   | 진의종                              | Jin Ui-jong (geschäftsführend)      | 15. Oktober 1983 – 17. Oktober 1983    |
| 15                                                               | 17                                  | 진의종                              | Jin Ui-jong                         | 17. Oktober 1983 – 18. Februar 1985    |
| —                                                                | —                                   | 신병현                              | Sin Byeong-hyeon (geschäftsführend) | 11. November 1984 – 18. Februar 1985   |
| —                                                                | —                                   | 노신영                              | Roh Shin-yeong (geschäftsführend)   | 18. Februar 1985 – 16. Mai 1985        |
| 16                                                               | 18                                  | 노신영                              | Roh Shin-yeong                      | 16. Mai 1985 – 26. Mai 1987            |
| —                                                                | —                                   | 이한기                              | Lee Han-ki (geschäftsführend)       | 26. Mai 1987 – 14. Juli 1987           |
| —                                                                | —                                   | 김정렬                              | Kim Jeong-ryeol (geschäftsführend)  | 14. Juli 1987 – 7. August 1987         |
| 17                                                               | 19                                  | 김정렬                              | Kim Jeong-ryeol                     | 7. August 1987 – 25. Februar 1988      |
| I#                                                               | A#                                  | Hangeul                             | Romaja                              | Amtszeit                               |
| Premierminister der sechsten koreanischen Republik               |                                     |                                     |                                     |                                        |
| Roh Tae-woo-Administration                                       |                                     |                                     |                                     |                                        |
| —                                                                | —                                   | 이현재                              | Lee Hyun-jae (geschäftsführend)     | 25. Februar 1988 – 2. März 1988        |
| 18                                                               | 20                                  | 이현재                              | Lee Hyun-jae                        | 2. März 1988 – 5. Dezember 1988        |
| —                                                                | —                                   | 강영훈                              | Kang Young-hoon                     | 5. Dezember 1988 – 16. Dezember 1988   |
| 19                                                               | 21                                  | 강영훈                              | Kang Young-hoon                     | 16. Dezember 1988 – 27. Dezember 1990  |
| —                                                                | —                                   | 노재봉                              | Roh Jae-bong (geschäftsführend)     | 27. Dezember 1990 – 22. Januar 1991    |
| 20                                                               | 22                                  | 노재봉                              | Roh Jae-bong                        | 22. Januar 1991 – 24. Mai 1991         |
| —                                                                | —                                   | 정원식                              | Chung Won-shik (geschäftsführend)   | 24. Mai 1991 – 7. Juli 1991            |
| 21                                                               | 23                                  | 정원식                              | Chung Won-shik                      | 8. Juli 1991 – 8. Oktober 1992         |
| 22                                                               | 24                                  | 현승종                              | Hyun Seung-jong                     | 8. Oktober 1992 – 25. Februar 1993     |
| Kim Young-sam-Administration                                     |                                     |                                     |                                     |                                        |
| 23                                                               | 25                                  | 황인성                              | Hwang In-sung                       | 25. Februar 1993 – 17. Dezember 1993   |
| 24                                                               | 26                                  | 이회창                              | Lee Hoi-chang                       | 17. Dezember 1993 – 22. April 1994     |
| 25                                                               | 27                                  | 이영덕                              | Lee Yeong-duk                       | 29. April 1994 – 17. Dezember 1994     |
| 26                                                               | 28                                  | 이홍구                              | Lee Hong-koo                        | 17. Dezember 1994 – 18. Dezember 1995  |
| 27                                                               | 29                                  | 이수성                              | Lee Soo-sung                        | 18. Dezember 1995 – 4. März 1997       |
| 28                                                               | 30                                  | 고건                                | Goh Kun                             | 4. März 1997 – 3. März 1998            |
| Kim Dae-jung-Administration                                      |                                     |                                     |                                     |                                        |
| —                                                                | —                                   | 김종필                              | Kim Jong-pil (geschäftsführend)     | 3. März 1998 – 17. August 1998         |
|                                                                  | 31                                  | 김종필                              | Kim Jong-pil (zweite Amtszeit)      | 17. August 1998 – 13. Januar 2000      |
| 29                                                               | 32                                  | 박태준                              | Park Tae-joon                       | 13. Januar 2000 – 19. Mai 2000         |
| —                                                                | —                                   | 이현재                              | Lee Hun-jai (geschäftsführend)      | 19. Mai 2000 – 22. Mai 2000            |
| —                                                                | —                                   | 이한동                              | Lee Han-dong (geschäftsführend)     | 22. Mai 2000 – 29. Juni 2000           |
| 30                                                               | 33                                  | 이한동                              | Lee Han-dong                        | 29. Juni 2000 – 11. Juli 2002          |
| —                                                                | —                                   | 장상                                | Chang Sang (geschäftsführend)       | 11. Juli 2002 – 31. Juli 2002          |
| —                                                                | —                                   | 장대환                              | Jeon Yun-churl (geschäftsführend)   | 31. Juli 2002 – 9. August 2002         |
| —                                                                | —                                   | 김석수                              | Chang Dae-whan (geschäftsführend)   | 9. August 2002 – 10. September 2002    |
| —                                                                | —                                   | 김석수                              | Kim Suk-soo (geschäftsführend)      | 10. September 2002 – 5. Oktober 2002   |
| 31                                                               | 34                                  | 김석수                              | Kim Suk-soo                         | 5. Oktober 2002 – 26. Februar 2003     |
| Roh Moo-hyun-Administration                                      |                                     |                                     |                                     |                                        |
|                                                                  | 35                                  | 고건                                | Goh Kun (zweite Amtszeit)           | 26. Februar 2003 – 25. Mai 2004        |
| —                                                                | —                                   | 이현재                              | Lee Hun-jai (geschäftsführend)      | 25. Mai 2004 – 30. Juni 2004           |
| 32                                                               | 36                                  | 이해찬                              | Lee Hae-chan                        | 30. Juni 2004 – 14. März 2006          |
| —                                                                | —                                   | 한덕수                              | Han Duck-soo (geschäftsführend)     | 14. März 2006 – 19. April 2006         |
| 33                                                               | 37                                  | 한명숙                              | Han Myung-sook                      | 20. April 2006 – 7. März 2007          |
| —                                                                | —                                   | 권오규                              | Kwon O-kyu (geschäftsführend)       | 7. März 2007 – 2. April 2007           |
| 34                                                               | 38                                  | 한덕수                              | Han Duck-soo                        | 2. April 2007 – 29. Februar 2008       |
| Lee Myung-bak-Administration                                     |                                     |                                     |                                     |                                        |
| 35                                                               | 39                                  | 한승수                              | Han Seung-soo                       | 29. Februar 2008 – 28. September 2009  |
| 36                                                               | 40                                  | 정운찬                              | Chung Un-chan                       | 28. September 2009 – 11. August 2010   |
| —                                                                | —                                   | 윤증현                              | Yoon Jeung-hyun (geschäftsführend)  | 11. August 2010 – 1. Oktober 2010      |
| 37                                                               | 41                                  | 김황식                              | Kim Hwang-sik                       | 1. Oktober 2010 – 25. Februar 2013     |
| Park Geun-hye-Administration                                     |                                     |                                     |                                     |                                        |
| 38                                                               | 42                                  | 정홍원                              | Jung Hong-won                       | 26. Februar 2013 – 16. Februar 2015    |
| 39                                                               | 43                                  | 이완구                              | Lee Wan-koo                         | 16. Februar 2015 – 27. April 2015      |
| —                                                                | —                                   | 최경환                              | Choi Kyoung-hwan (geschäftsführend) | 27. April 2015 – 18. Juni 2015         |
| 40                                                               | 44                                  | 황교안                              | Hwang Kyo-ahn                       | 18. Juni 2015 – 11. Mai 2017           |
| Moon Jae-in-Administration                                       |                                     |                                     |                                     |                                        |
| —                                                                | —                                   |                                     | Yoo Il-ho (geschäftsführend)        | 11. Mai 2017 – 31. Mai 2017            |
| 41                                                               | 45                                  | 이낙연                              | Lee Nak-yeon                        | 31. Mai 2017 – 14. Januar 2020         |
| 42                                                               | 46                                  | 정세균                              | Chung Sye-kyun                      | 14. Januar 2020 – 16. April 2021       |
| —                                                                | —                                   | 홍남기                              | Hong Nam-ki (geschäftsführend)      | 16. April 2021 – 14. Mai 2021          |
| 43                                                               | 47                                  | 김부겸                              | Kim Boo-kyum                        | 14. Mai 2021 – 10. Mai 2022            |
| Yoon Suk-yeol-Administration                                     |                                     |                                     |                                     |                                        |
| —                                                                | —                                   | 추경호                              | Choo Kyung-ho (geschäftsführend)    | 12. Mai 2022 – 20. Mai 2022            |
| 44                                                               | 48                                  | 한덕수                              | Han Duck-soo                        | 20. Mai 2022 – 27. Dezember 2024       |
| —                                                                | —                                   | 최상목                              | Choi Sang-mok (geschäftsführend)    | 27. Dezember 2024 – 24. März 2025      |
| 44                                                               | 48                                  | 한덕수                              | Han Duck-soo                        | 24. März 2025 – 1. Mai 2025            |
| —                                                                | —                                   | 이주호                              | Lee Ju-ho (geschäftsführend)        | 2. Mai 2025 – 3. Juli 2025             |
| Lee Jae-myung-Administration                                     |                                     |                                     |                                     |                                        |
| 45                                                               | 49                                  | 김민석                              | Kim Min-seok                        | seit 3. Juli 2025                      |
| I#                                                               | A#                                  | Hangeul                             | Romaja                              | Amtszeit                               |